# Django Riff
Django Riff, född 9 mars 2013 i Frankrike, är en fransk varmblodig travhäst. Han tränas av sin uppfödare Philippe Allaire och körs av Yoann Lebourgeois.
Django Riff har till december 2018 sprungit in 1,3 miljoner euro på 45 starter varav 17 segrar, 9 andraplatser och 4 tredjeplatser. Han har tagit karriärens hittills största segrar i Criterium des Jeunes (2016) och Prix Albert-Viel (2016). Prix Louis Cauchois (2015), Prix Timoko (2015), Prix Emmanuel Margouty (2015), Prix Maurice de Gheest (2016), Prix Paul-Viel (2016), Prix Kalmia (2016), Europeiskt treåringschampionat (2016), Prix Victor Régis (2016), Prix Jacques de Vaulogé (2016), Prix Lavater (2017), Prix Octave Douesnel (2017), Prix de Milan (2017), Prix de Geneve (2017). Samt på andraplats i Prix Paul Karle (2016), Prix de l'Étoile (2016), Prix Abel Bassigny (2016), Critérium des 3 ans (2016), Prix Charles Tiercelin (2017), Prix Gaston Brunet (2017), Prix Jules Thibault (2017), Prix Ovide Moulinet (2018), Prix Doynel de Saint-Quentin (2018) och på tredjeplats i Grosser Preis von Deutschland (2017), Prix de l'Étoile (2018), Europeiskt femåringschampionat (2018).

## Karriär
Django Riff debuterade i lopp och tog sin första seger som tvååring den 1 augusti 2015 på Hippodrome d'Enghien-Soisy i Soisy-sous-Montmorency. Han kördes av Joseph Verbeeck i sina fyra första starter innan Yoann Lebourgeois tog över som hans ordinariekusk. Han vann fyra av fem felfria lopp under sin debutsäsong 2015. Han segrade bland annat i Grupp 2-loppet Prix Emmanuel Margouty den 25 december på Vincennesbanan i Paris.
Säsongen 2016 inleddes med tre raka segrar, bland annat i Grupp 1-loppet Criterium des Jeunes den 21 februari på Vincennesbanan. Senare under säsongen vann han även Europeiskt treåringschampionat. Han tog karriärens 10:e grupploppsseger när han vann Prix Jacques de Vaulogé den 20 november på Vincennes. Säsongen avslutades med en andraplats i det franska treåringskriteriet Critérium des 3 ans den 11 december. Totalt tog han åtta segrar och tre andraplatser på 13 starter (oplacerad efter galopp i två starter) under treåringssäsongen 2016. Efter karriärens två första säsonger hade han således ett facit där han aldrig varit sämre än tvåa felfri.
Säsongen 2017 inleddes med två starter i januari på Vincennesbanan. Först den 8 januari i Prix de Tonnac-Villeneuve, där han kom på femteplats. Därefter den 29 januari i Prix Charles Tiercelin, där han kom på andraplats. Efter ett uppehåll på tre månader var han tillbaka på tävlingsbanan den 21 april och slutade på andraplats i ett lopp på Vincennes. Han startade sedan i det franska fyraåringskriteriet Critérium des 4 ans den 6 maj, där han kom på sjätteplats. Därefter segrade han i Prix Lavater den 2 juni på Vincennes och i ett fyraåringslopp på Enghien travbana den 29 juli. Den 8 oktober kom han på tredjeplats i Grosser Preis von Deutschland i Hamburg.